# Ludovic Clément
Ludovic Clément (* 5. Dezember 1976 in Fort-de-France, Martinique) ist ein ehemaliger französischer Fußballspieler.

## Vereinskarriere
Clément begann seine Karriere beim LB Châteauroux, für den er in der Saison 1996/97 erstmals im Profikader stand und dabei drei Zweitligaeinsätze bestritt. 1997 konnte er mit dem Verein den Aufstieg in die erste Liga feiern. Dem folgte am 31. Oktober 1997 bei einer 1:3-Niederlage gegen den FC Nantes sein Erstligadebüt. Er kam jedoch nur noch zu einem weiteren Einsatz, ehe die Mannschaft nach nur einer Saison wieder in die zweite Liga abstieg. Dort konnte er sich allerdings als Stammspieler etablieren. Nachdem er zu regelmäßigen Einsätzen in der zweiten Liga gekommen war, verließ er 2003 Châteauroux und unterschrieb beim Erstligisten FC Toulouse. In seinen zwei Jahren in Toulouse konnte er nicht zum Stammspieler avancieren. Er ging 2005 zurück in die zweite Liga und spielte dort bis 2008 für den HSC Montpellier. In diesem Jahr wechselte er zu seiner einzigen Station im Ausland, dem griechischen Erstligisten Panthrakikos. 2010 löste er dort seinen Vertrag auf. Trotz Plänen zur Fortsetzung seiner Karriere beendete er letztlich seine Laufbahn.

## Nationalmannschaft
Sein Debüt in der Nationalmannschaft von Martinique absolvierte Clément im Jahr 2001. Zuletzt spielte er bei der Karibikmeisterschaft 2010 für Martinique und damit zu einem Zeitpunkt, zu dem er seine Vereinskarriere bereits beendet hatte.